# 조반 자동차도
조반 자동차도(일본어: 常磐自動車道)는 일본 사이타마현 미사토시의 미사토 나들목부터, 지바현, 이바라키현, 후쿠시마현을 경유해 미야기현 와타리군의 와타리 나들목에 이르는 일본의 고속도로이다. 고속도로 넘버링에 의한 노선번호는 센다이 동부 도로, 센다이 북부 도로와 산리쿠 자동차도의 센다이쿠코키타 나들목 - 리후 분기점과 함께 「E6」이 부여받았다.

## 개요
국토 개발 간선 자동차도의 조반 자동차도는 다음과 같이 되어 있다.
| 기점   | 주요 경유지                                                                  | 종점              |
| ------ | ---------------------------------------------------------------------------- | ----------------- |
| 도쿄도 | 이바라키현 가시와시 쓰쿠바시 미토시 히타치시 후쿠시마현 이와키시 소마시 부근 | 미야기현 센다이시 |

고속 자동차 국도의 조반 자동차도는 다음과 같이 되어 있다.
| 기점            | 중요 경유지 | 종점                |
| --------------- | --- | ------------------- |
| 도쿄도 네리마구 | 사이타마현 와코시 도다시 사이타마시 가와구치시 소카시 야시오시 지바현 나가레야마시 가시와 시 모리야시 이바라키현 쓰쿠바미라이시 쓰쿠바 시 쓰치우라시 가스미가우라시 이시오카시 오미타마시 가사마시 미토시 나카시 히타치오타시 히타치 시 다카하기시 기타이바라키시 후쿠시마현 이와키시 미나미소마시 소마 시 미야기현 와타리군 와타리정 이와누마시 나토리시 센다이 시 다가조시 도미야시 | 미야기 현 센다이 시 |

도호쿠 종관 자동차도 (도호쿠 자동차도)와 직결되어, 국토 축 북동쪽의 강화를 목적으로 하고 있다.
도쿄 도 네리마 구 - 사이타마 현 가와구치 시의 구간에 대해서 도호쿠 종관 자동차도와, 도쿄 도 네리마 구 - 사이타마 현 미사토 시의 구간에 대해서 기타칸토 자동차도와, 미야기 현 도미야 시 - 센다이 시의 구간에 대해서는 도호쿠 종관 자동차도와 중복되어 있다.
미사토 시 이서 구간에 대해서는, 1994년까지로 도쿄 가이칸 자동차도로서 개통하고 있다.
조반 자동차도 당초의 종점은, 이와키 시로 되어 있지만, 1987년의 국토 개발 간선 자동차도 건설법 개정에 의해, 센다이 시까지 연장되었다. 이와키추오 나들목 - 와타리 나들목을 고속 자동차 국도로 정비, 와타리 나들목 - 도미야 분기점은 센다이 동부 도로, 센다이 북부 도로를 조반 자동차도로 병행하는 일반 자동차 전용도로로서 공용하는 것으로 되어 있다. 더욱이, 전 구간에서 국도 제6호선이나 JR 동일본 조반선과 병행하고 있다.
조반 자동차도의 전 노선 개통은 2015년 3월 1일로, 경위는 #동일본 대지진, 도쿄 전력 후쿠시마 제1 원자력 발전소 사고의 영향을 참조. 도쿄 - 센다이 간에서는 도호쿠 자동차도의 바이패스 노선으로도 기능한다. 특히 동계 (국도 제6호선) 연선(하마도리)은 도호쿠 자동차도 연선(후쿠시마현 후쿠시마시, 고리야마시 등의 나카도리)와 비교해서 강설량이 적지 않기 때문에, 도호쿠 자동차도가 강설시의 대체로로서 이용가능하다. 더해서, 2010년 3월에 센다이 북부 도로가 도미야 분기점 경유로 도호쿠 자동차도와 직결되었던 것으로 센다이 도시권 자동차 전용 도로 네트워크가 완성되고 있어, 당 노선 전선 개통 후는 센다이 이북부터 이와키 · 미토 방면으로부터의 접속이 비교적으로 개선되었다.
본 항목에서는, 동일본 고속도로가 관리하고 있는 고속 자동차 국도의 도로명 및 사업명으로서의 조반 자동차도로 기술하고 있다.

## 경유하는 지자체
- 사이타마현
  - 미사토시 - 요시카와시

- 지바현
  - 나가레야마시 - 가시와시

- 이바라키현
  - 모리야시 - 쓰쿠바미라이시 - 쓰쿠바시 - 쓰치우라시 - 쓰쿠바 시 - 쓰치우라 시 - 가스미가우라시 - 이시오카시 - 오미타마시 - 가사마시 - 미토시 - 나카시 - 나카군 도카이촌 - 히타치오타시 - 히타치 시 - 다카하기시 - 기타이바라키시

- 후쿠시마현
  - 이와키시 - 후타바군 (히로노정 - 나라하정 - 도미오카정 - 오쿠마정 - 후타바정 - 나미에정) - 미나미소마시 - 소마시 - 소마군 신치정

- 미야기현
  - 와타리군 (야마모토정 - 와타리정)

## 동일본 대지진, 도쿄 전력 후쿠시마 제1 원자력 발전소 사고의 영향
동일본 대지진, 특히 후쿠시마 제 1 원자력 발전소 사고의 영향에 의해 공사 구간으로의 출입이 어려워 제한되었던 관계로, 2011년도 중에 예정되어 있던 조반도미오카 나들목 - 미나미소마 나들목 (32.7km), 및 2012년도의 개설을 예정하려 했던 PA는, 준공 스케줄 재검토를 피할 수 없게 되어, 사용 개시는 2014년도까지로 한다.
이 원전에서 반경 20km의 경계 구역 외에 대해서는 지진 재해로부터 약 3개월 후인 2011년 5월에 건설을 재개했지만, 이 원전에서 반경 20km의 경계 구역 내에서는 나미에 나들목 - 미나미소마 나들목 구간(연장 18.4 km)가 1년 후 도키오카 나들목 - 나미에 나들목 구간(연장 14.3 km)에 대해서는 2년 후 공사가 재개되었다. 지진 전에 공사 중이던 곳의 성토 및 구조물은 지진의 흔들림에 의한 손상 이외에 장기간 방치된 것에 의해 빗물에 의한 사면의 침식과 철근의 부식 등의 피해가 확대되고 급속도로 복구 작업이 진행되었다. 그러나 요즘에는 조반 자동차도 이외에도 피해 지역의 복구 공사가 본격화 된 것으로 만성으로 작업 인원이 부족하고 방사능의 영향으로 노동 시간의 제한과 근로자의 이탈도 잇따라 지속적인 작업에 지장을 초래했다. 또한 콘크리트 등 건설 자재도 부족하고 또한 방사능 우려로 자재 반입이 거부되는 일도 있었다고 한다. 공사 재개가 가장 늦은 하구로가와 다리는 타설 예정일 악천후에 대비해 에어 돔과 단통 파이프에 가설 지붕을 설치하는 등 극복했다. 도로 포장용 슬래그는 멀리 시즈오카현과 미에현에서 조달하고 받아 수용 항구인 소마 항에서는 주변 주민의 협력으로도 가동 시간을 연장하는 등 대책을 강구했다.
제염 작업은 일본 환경성 직할하에 2012년 3월부터 7월까지 선행 사업으로 「죠반 자동차 도로 경계 구역 내에 있어서의 제염 모델 실증 사업」가 같은해 12월 3일부터 다음 2013년 6월 28일에 걸쳐 본격적으로 「조반 자동차도 제염 등 공사」가 실시되어, 그 결과 저감률 19 ~ 55%가 확인되었다. 이 결과에 대해 일본 환경성은 2013년도에 개통을 목표로 하고있던 히로노 나들목 - 도키오카 나들목 구간(연장 16.4 km)에 대해서는 "대체로 당초 방침대로 복용량을 감소"로 다른 구간에 대해서도 "일부에서 선량이 높은 구간이 있는 곳에 일정한 정도로 감소"하고있다.
그 후 제염의 달성 상황을 확인하기 위해 2014년 10월 일본 환경성이 모니터링 카에 의한 주행 조사를 실시한 결과, 나미에 나들목 - 미나미소마 나들목 구간에서는 2014년 10월 21일 측정 시점에서 평균 0.6 ~ 0.7μSv / h, 히로노 나들목 - 도키오카 나들목 구간에서는 2014년 10월 29일 측정 시점에서 평균 1.3 ~ 1.5μSv / h, [[조반토미오카 나들목 - 나미에 나들목 구간에서는 2014년 10월 21일 측정 시점에서 평균 0.5 ~ 2.4μSv / h으로 환경성이 조반 자동차도에서의 제염 정책 목표로 꼽았던 3.8μSv / h 이하 (9.5μSv / h 이상의 선량의 경우는 대체로 9.5μSv / h 이하)을 밑도는 것으로 확인되었다.
- 2011년
  - 3월 11일 : 도호쿠 지방 태평양 해역 지진 발생에 의해 전 노선 통행 금지. 이 중, 나카 나들목 - 미토 나들목 구간 상행선 일부 구간에서 본선이 붕괴하는 피해가 발생함. 본진에 의한 본선 부분까지 피해가 난 것은 유일함. (타 지역에서도 가장자리 부분의 붕괴와 여진으로 인한 붕괴는 있었다.)
  - 3월 16일 : 미사토 나들목/분기점 - 미토 나들목 구간 복구.
  - 3월 21일 : 미토 나들목 - 이와키추오 나들목 구간 복구.
  - 3월 24일 : 야마모토 나들목 - 와타리 나들목 구간 복구.
  - 4월 1일 : 이와키추오 나들목 - 이와키요쓰쿠라 나들목 구간 복구.
  - 4월 28일 : 이와키요쓰쿠라 나들목 - 히로노 나들목 구간 복구에 히로노 나들목 - 조반토미오카 나들목 구간을 제외한 개통 구간이 응급 복구 완료.
  - 6월 20일 : 동일본 대지진 피해자 지원, 도쿄 전력 후쿠시마 제 1 원자력 발전소 사고에 의한 복구 · 부흥 지원을 목적으로 일부 차량을 대상으로 통행 요금을 무료로 하는 조치를 미토 나들목 - 히로노 나들목 구간 및 야마모토 나들목 - 와타리 나들목 구간에서 개시.
  - 8월 31일 : 복구 · 부흥 지원을 목적으로 중형차 이하의 차량을 대상으로 통행 요금을 무료로 하는 조치를 중단.
  - 9월 5일 : 히로노 나들목 - 조반토미오카 나들목 구간을 제외한 동일본 대지진 본 복구 공사를 개시.
  - 12월 1일 : 동일본 대지진 부흥 지원으로서 전 차종에 무료 조치를 실시 개시.
- 2012년
  - 3월 31일 : 동일본 대지진 부흥 지원으로서 전 차종에 무료 조치를 종료.
  - 4월 1일 : 도쿄 전력 후쿠시마 제 1 원자력 발전소 사고에 의한 경계구역 등으로부터 피난하고 있던 사람이 승차하는 차량(전기차 제외)만으로 무료 조치 실시 개시.
  - 4월 8일 : 미나미소마 나들목 - 소마 나들목 구간이 개통. 이 구간은 전 차종 무료 조치 때문에 2014년 12월 6일 소마 나들목 - 야마모토 나들목 구간 개통까지 무료 통행으로 하여, 최고 속도도 60km/h로 규제되어 있다.
  - 12월 22일 : 히로노 나들목 - 조반토미오카 나들목 구간 및 미나미소마 나들목 - 소마 나들목 구간을 제외한 개통 구간의 본 복구 공사를 완료.
- 2014년
  - 2월 22일 : 동일본 대지진 이래 통행 금지되었던 히로노 나들목 - 조반토미오카 나들목 구간이 3년만에 재개통.
  - 12월 6일 : 나미에 나들목 - 미나미소마 나들목 구간 및 소마 나들목 - 야마모토 나들목 구간이 개통해, 도미노우미 PA가 개설. 이에 의해 미나미소마 나들목 - 소마 나들목 구간의 전 차종 무료 조치 종료.
- 2015년
  - 2월 21일 : 미나미소마카시마 SA / SIC 사용 개시.
  - 3월 1일 : 조반토미오카 나들목 - 나미에 나들목 구간 개통에 의해 조반 자동차도가 전 노선 개통해, 동시에 나라하 PA가 사용 개시.
  - 6월 12일 : 오쿠마 나들목 및 후타바 나들목을, 추가 나들목으로서 연결 허가. 오쿠마 나들목은 2018년도, 후타바 나들목은 2019년도로, 사용 개시 예정.
- 2016년
  - 3월 31일 : 도쿄 전력 후쿠시마 제 1 원자력 발전소 사고에 의해 경계구역등으로 피난하고 있던 사람이 승차하고 있는 차량만의 무료 조치 종료.

## 나들목 · 분기점
| 나들목 번호                                               | 시설 이름                      | 일본어 이름  | 거리 (km) | BS | 접속 노선                                                | 소재지              | 소재지              | 소재지              |
| --------------------------------------------------------- | ------------------------------ | ------------ | --------- | -- | -------------------------------------------------------- | ------------------- | ------------------- | ------------------- |
| 1                                                         | 미사토 나들목 / 분기점         | 三郷         | 0.0       |    | 국도 제298호선 도쿄 외환 자동차도                        | 사이타마현 미사토시 | 사이타마현 미사토시 | 사이타마현 미사토시 |
| 1-1                                                       | 미사토 요금소 / 스마트 나들목  | 三郷         | 4.2       |    | 사이타마현도 제52호선                                    | 사이타마현 미사토시 | 사이타마현 미사토시 | 사이타마현 미사토시 |
| 1-2                                                       | 나가레야마 나들목              | 流山         | 6.1       |    | 지바현도 제5호선                                         | 지바현              | 나가레야마시        | 나가레야마시        |
| 2                                                         | 가시와 나들목                  | 柏           | 10.8      | ◆  | 국도 제16호선                                            | 지바현              | 가시와시            | 가시와시            |
| -                                                         | 모리야 SA                      | 守谷         | 15.5      |    |                                                          | 이바라키현          | 모리야시            | 모리야시            |
| 3                                                         | 야와라 나들목                  | 谷和原       | 19.1      | ◆  | 국도 제294호선                                           | 이바라키현          | 쓰쿠바미라이시      | 쓰쿠바미라이시      |
| 3-1                                                       | 쓰쿠바미라이 스마트 나들목     | つくばみらい |           |    |                                                          | 이바라키현          | 쓰쿠바미라이시      | 쓰쿠바미라이시      |
| 4                                                         | 야타베 나들목                  | 谷田部       | 30.3      | ◆  | 이바라키현도 제19호선                                    | 이바라키현          | 쓰쿠바시            | 쓰쿠바시            |
| -                                                         | BS                             |              | 33.0      | ◆  |                                                          | 이바라키현          | 쓰쿠바시            | 쓰쿠바시            |
| 4-1                                                       | 쓰쿠바 분기점                  | つくば       | 34.6      |    | 슈토켄 주오 연락 자동차도                                | 이바라키현          | 쓰쿠바시            | 쓰쿠바시            |
| -                                                         | 야타베히가시 PA                | 谷田部東     | 36.1      |    |                                                          | 이바라키현          | 쓰쿠바시            | 쓰쿠바시            |
| 5                                                         | 사쿠라쓰치우라 나들목          | 桜土浦       | 38.7      | ◆  | 국도 제354호선                                           | 이바라키현          | 쓰치우라시          | 쓰치우라시          |
| -                                                         | BS                             |              | 41.7      | ◆  |                                                          | 이바라키현          | 쓰쿠바시            | 쓰쿠바시            |
| -                                                         | BS                             |              | 45.6      | ◆  |                                                          | 이바라키현          | 쓰치우라시          | 쓰치우라시          |
| 6                                                         | 쓰치우라키타 나들목            | 土浦北       | 46.6      |    | 국도 제125호선 (쓰치우라니하리 바이패스)                 | 이바라키현          | 쓰치우라시          | 쓰치우라시          |
| -                                                         | 지요다 PA                      | 千代田       | 50.4      |    |                                                          | 이바라키현          | 가스미가우라시      | 가스미가우라시      |
| 7                                                         | 지요다이시오카 나들목          | 千代田石岡   | 54.7      |    | 국도 제6호선 (지요다이시오카 바이패스)                   | 이바라키현          | 가스미가우라시      | 가스미가우라시      |
| -                                                         | 이시오카 BS                    | 石岡         | 57.9      | ○  |                                                          | 이바라키현          | 이시오카시          | 이시오카시          |
| 7-1                                                       | 이시오카오미타마 스마트 나들목 | 石岡小美玉   | 60.9      |    | 국도 제355호선                                           | 이바라키현          | 이시오카시          | 이시오카시          |
| -                                                         | 미노리 PA                      | 美野里       | 63.2      |    |                                                          | 이바라키현          | 오미타마시          | 오미타마시          |
| -                                                         | BS                             |              |           | ◆  |                                                          | 이바라키현          | 오미타마시          | 오미타마시          |
| 8                                                         | 이와마 나들목                  | 岩間         | 69.1      | ◆  | 이바라키현도 제43호선                                    | 이바라키현          | 가사마시            | 가사마시            |
| 8-1                                                       | 도모베 SA                      | 友部         | 72.8      |    | 이바라키현도 제16호선 이바라키현도 제52호선 (시도 경유)  | 이바라키현          | 가사마시            | 가사마시            |
| 8-2                                                       | 도모베 분기점                  | 友部         | 74.0      |    | 기타칸토 자동차도                                        | 이바라키현          | 가사마시            | 가사마시            |
| -                                                         | 우치하라 BS                    | 内原         | 77.9      | ○  |                                                          | 이바라키현          | 미토시              | 미토시              |
| 9                                                         | 미토 나들목                    | 水戸         | 82.0      | ◆  | 국도 제50호선                                            | 이바라키현          | 미토시              | 미토시              |
| -                                                         | 다노 PA                        | 田野         | 85.6      |    |                                                          | 이바라키현          | 미토시              | 미토시              |
| 9-1                                                       | 미토키타 스마트 나들목         | 水戸北       | 87.7      | ○  | 국도 제123호선 이바라키현도 제51호선                     | 이바라키현          | 미토시              | 미토시              |
| -                                                         | BS                             |              |           | ◆  |                                                          | 이바라키현          | 나카시              | 나카시              |
| 10                                                        | 나카 나들목                    | 那珂         | 93.8      |    | 이바라키현도 제65호선                                    | 이바라키현          | 나카시              | 나카시              |
| -                                                         | BS                             |              |           | ◆  |                                                          | 이바라키현          | 나카시              | 나카시              |
| 10-1                                                      | 도카이 PA / SIC                | 東海         | 101.7     |    | 이바라키현도 제62호선                                    | 이바라키현          | 나카군              | 도카이촌            |
| 11                                                        | 히타치미나미오타 나들목        | 日立南太田   | 105.3     |    | 국도 제6호선 국도 제293호선                              | 이바라키현          | 히타치시            | 히타치시            |
| 11-1                                                      | 히타치추오 나들목 / PA         | 日立中央     | 117.5     |    | 히타치 유료 도로                                         | 이바라키현          | 히타치시            | 히타치시            |
| 12                                                        | 히타치키타 나들목              | 日立北       | 124.3     |    | 국도 제6호선 (오기쓰 바이패스) 이바라키현도 제10호선     | 이바라키현          | 히타치시            | 히타치시            |
| 13                                                        | 다카하기 나들목                | 高萩         | 135.2     |    | 이바라키현도 제67호선                                    | 이바라키현          | 다카하기시          | 다카하기시          |
| -                                                         | 나카고 SA                      | 中郷         | 136.8     |    |                                                          | 이바라키현          | 기타이바라키시      | 기타이바라키시      |
| 14                                                        | 기타이바라키 나들목            | 北茨城       | 142.4     | ○  | 이바라키현도 제69호선                                    | 이바라키현          | 기타이바라키시      | 기타이바라키시      |
| -                                                         | 세키모토 PA                    | 関本         | 150.5     |    |                                                          | 이바라키현          | 기타이바라키시      | 기타이바라키시      |
| 15                                                        | 이와키나코소 나들목            | いわき勿来   | 154.5     | ○  | 국도 제289호선                                           | 후쿠시마현          | 이와키시            | 이와키시            |
| -                                                         | 이와키오나하마 나들목          | いわき小名浜 | 161.0     |    | 후쿠시마현도 제20호선                                    | 후쿠시마현          | 이와키시            | 이와키시            |
| 16                                                        | 이와키유모토 나들목            | いわき湯本   | 167.1     | ○  | 후쿠시마현도 제14호선                                    | 후쿠시마현          | 이와키시            | 이와키시            |
| -                                                         | 유노타케 PA                    | 湯ノ岳       | 169.4     |    |                                                          | 후쿠시마현          | 이와키시            | 이와키시            |
| 16-1                                                      | 이와키 분기점                  | いわき       | 171.2     |    | 반에쓰 자동차도                                          | 후쿠시마현          | 이와키시            | 이와키시            |
| 17                                                        | 이와키추오 나들목              | いわき中央   | 175.5     | ○  | 국도 제49호선                                            | 후쿠시마현          | 이와키시            | 이와키시            |
| -                                                         | 요쓰쿠라 PA                    | 四倉         | 185.7     |    |                                                          | 후쿠시마현          | 이와키시            | 이와키시            |
| 18                                                        | 이와키요쓰쿠라 나들목          | いわき四倉   | 188.3     |    | 후쿠시마현도 제35호선                                    | 후쿠시마현          | 이와키시            | 이와키시            |
| 19                                                        | 히로노 나들목                  | 広野         | 202.1     | ○  | 후쿠시마현도 제393호선                                   | 후쿠시마현          | 후타바군            | 히로노정            |
| -                                                         | 나라하 PA / SIC                | ならは       | 207.4     |    | 후쿠시마현도 제35호선                                    | 후쿠시마현          | 후타바군            | 나라하정            |
| 20                                                        | 조반토미오카 나들목            | 常磐富岡     | 218.5     |    | 후쿠시마현도 제36호선                                    | 후쿠시마현          | 후타바군            | 도미오카정          |
| -                                                         | 오쿠마 나들목                  | 大熊         | 222.5     |    | 후쿠시마현도 제251호선                                   | 후쿠시마현          | 후타바군            | 오쿠마정            |
| -                                                         | (가칭) 후타바 나들목           | 双葉         | 227.9     |    | 후쿠시마현도 제256호선                                   | 후쿠시마현          | 후타바군            | 후타바정            |
| 21                                                        | 나미에 나들목                  | 浪江         | 232.8     |    | 국도 제114호선                                           | 후쿠시마현          | 후타바군            | 나미에정            |
| 22                                                        | 미나미소마 나들목              | 南相馬       | 251.2     |    | 후쿠시마현도 제12호선                                    | 후쿠시마현          | 미나미소마시        | 미나미소마시        |
| 22-1                                                      | 미나미소마카시마 SA / SIC      | 南相馬鹿島   | 257.7     |    | 후쿠시마현도 제34호선                                    | 후쿠시마현          | 미나미소마시        | 미나미소마시        |
| 23                                                        | 소마 나들목 / 분기점           | 相馬         | 265.6     |    | 도호쿠 추오 자동차도 (소마 후쿠시마 도로) 국도 제115호선 | 후쿠시마현          | 소마시              | 소마시              |
| 24                                                        | 신치 나들목                    | 新地         | 274.1     |    | 국도 제113호선                                           | 후쿠시마현          | 소마군              | 신치정              |
| 24-1                                                      | 야마모토미나미 스마트 나들목   | 山元南       | 280.6     |    | 미야기현도 제44호선                                      | 미야기현            | 와타리군            | 야마모토정          |
| 25                                                        | 야마모토 나들목                | 山元         | 288.9     |    | 국도 제6호선 미야기현도 제272호선                        | 미야기현            | 와타리군            | 야마모토정          |
| 25-1                                                      | 도리노우미 PA / SIC            | 鳥の海       | 295.0     |    | 미야기현도 제38호선                                      | 미야기현            | 와타리군            | 와타리정            |
| 1                                                         | 와타리 나들목                  | 亘理         | 300.4     |    | 미야기현도 제269호선                                     | 미야기현            | 와타리군            | 와타리정            |
| 센다이 동부 도로 센다이 · 산리쿠 자동차도 이시노마키 방면 |                                |              |           |    |                                                          |                     |                     |                     |